# Alfonso Giordano (giurista)
Alfonso Giordano (Palermo, 22 dicembre 1928 – Palermo, 12 luglio 2021) è stato un magistrato, giurista e politico italiano.                                                                                  Ha presieduto il primo maxiprocesso alla mafia.

## Biografia
Il nonno paterno, omonimo, era il medico e scienziato Alfonso Giordano. Il padre, Stefano, era un magistrato. Ha studiato presso l'Istituto Gonzaga, dove fu compagno di scuola di Paolo Giaccone. Si è laureato in Giurisprudenza presso l'Università degli Studi di Palermo con tesi in diritto civile sulle "obbligazioni propter rem".

### Attività giuridica
Entra in magistratura nel 1952, iniziando la carriera in Sardegna. Ritorna in Sicilia quale Giudice di Tribunale a Sciacca, poi Pretore a Salemi. Rientra a Palermo come sostituto procuratore della Repubblica presso il Tribunale dove nel 1960 si occupa dei moti di luglio, svolgendo le funzioni di pubblico ministero nel processo a carico di decine di rivoltosi accusati di devastazione, saccheggio, ed altri reati, conseguendo numerose condanne.
Passato alla prima sezione civile del Tribunale di Palermo, continua a coltivare i suoi studi di diritto civile pubblicando la monografia in materia successoria "Il testamento per relazione", libro col quale il Giordano vince il premio Ten. Luigi Eula per una monografia giuridica scritta da magistrati, conseguendo poi la libera docenza in diritto civile.
Diviene contemporaneamente dal 1970 docente dell'Università di Palermo dove insegna Diritto industriale, per passare dal 1975 a Diritto privato nella Facoltà di Scienze politiche fino al 1984. Nel 1978 è nominato Consigliere della Corte d'Appello, sezione civile, di Palermo.

#### Presidente della Corte al Maxiprocesso di Palermo (1986-1987)
Accettò la carica di presidente della prima corte di assise di Palermo per presiedere il primo maxiprocesso alla mafia, dopo il rifiuto di altri colleghi, che iniziò a Palermo il 10 febbraio 1986, e si concluse il 16 dicembre 1987 con 19 ergastoli, 2665 anni di reclusione e 11 miliardi di lire di pene pecuniarie inflitte ai vertici di "Cosa nostra".
Il giorno in cui la corte si ritirò in camera di consiglio per emettere la sentenza, il capo della cupola di Cosa Nostra Michele Greco si avvicinò al microfono e pronunciò a Giordano un augurio ambiguo, auspicando la «pace» al Presidente e alla sua famiglia, nonché la «serenità dello spirito e della coscienza, [...] base fondamentale per giudicare». Affermò inoltre: «Non sono parole mie, sono parole di Nostro Signore» rivolte a Mosè.

#### Carriera successiva
È stato quindi presidente della Corte d'appello di Lecce, e nel 1996 della Corte d'appello di Palermo, dove ha terminato la sua carriera di magistrato. Diviene Presidente onorario aggiunto della Corte di Cassazione.
È stato insignito nel 2001, da parte del Capo dello Stato, della onorificenza di Cavaliere di Gran Croce dell'Ordine al merito della Repubblica Italiana.

### Attività politica
Alle elezioni comunali del 21 novembre 1993, si candidò a sindaco di Palermo con l'Unione di Centro, risultando terzo con oltre 23.000 voti, dopo Leoluca Orlando ed Elda Pucci. Nel gennaio 1994 si avvicinò a Forza Italia, divenendo presidente onorario di uno dei primi club berlusconiani, ma questa esperienza finì presto.
Dal maggio al novembre 2001 è stato commissario straordinario del comune di Trapani, nominato dal Presidente della Regione Siciliana Cuffaro dopo l'arresto del sindaco Nino Laudicina.
Nel 2007 accetta di presiedere l'organismo di autovigilanza sulla candidature del Movimento per le Autonomie di Raffaele Lombardo, distaccandosene in seguito.

### Morte
Giordano è morto il 12 luglio 2021, all'età di 92 anni.

## Opere
Nel maggio 2012 esce il suo libro Il maxiprocesso venticinque anni dopo, pubblicato dalla Bonanno editore.